# Gorzów Wielkopolski
Gorzów Wielkopolski (výslovnost  [ˈgɔʒuf vʲɛlkɔ'pɔlski]IPA, německy Landsberg an der Warthe, česky též Velkopolský Hořov, popř. Landsberg nad Wartou, historicky Hořov) je město v západním Polsku ležící na řece Wartě, 53 km od hranice s Německem. Od roku 1999 je jedním ze dvou hlavních měst Lubušského vojvodství (společně se Zelenou Horou) a také největším průmyslovým centrem této oblasti. Město obývá přibližně 120 tisíc obyvatel. Po mnoho staletí patřilo k braniborskému území zvanému Nová marka.
Kolem města vede rychlostní silnice S3, po které vede evropská silnice E65 a městem vede železniční trať Kostrzyn – Piła, spojující kdysi Berlín s Královcem. Dopravu ve městě zajišťují autobusy a tramvaje. Zdejší trolejbusová síť budovaná během druhé světové války byla na jejím konci zničena.

## Partnerská města
- Frankfurt nad Odrou, Německo
- Herford, Německo
- Eberswalde, Německo
- Sumy, Ukrajina
- Dziwnów, Polsko

## Rodáci
- Victor Klemperer (1881–1960), německý literární vědec, romanista
- Christa Wolf (1929–2011), německá spisovatelka
- Kazimierz Marcinkiewicz (1959), polský politik
- Marek Jurek (1960), polský politik

## Fotogalerie

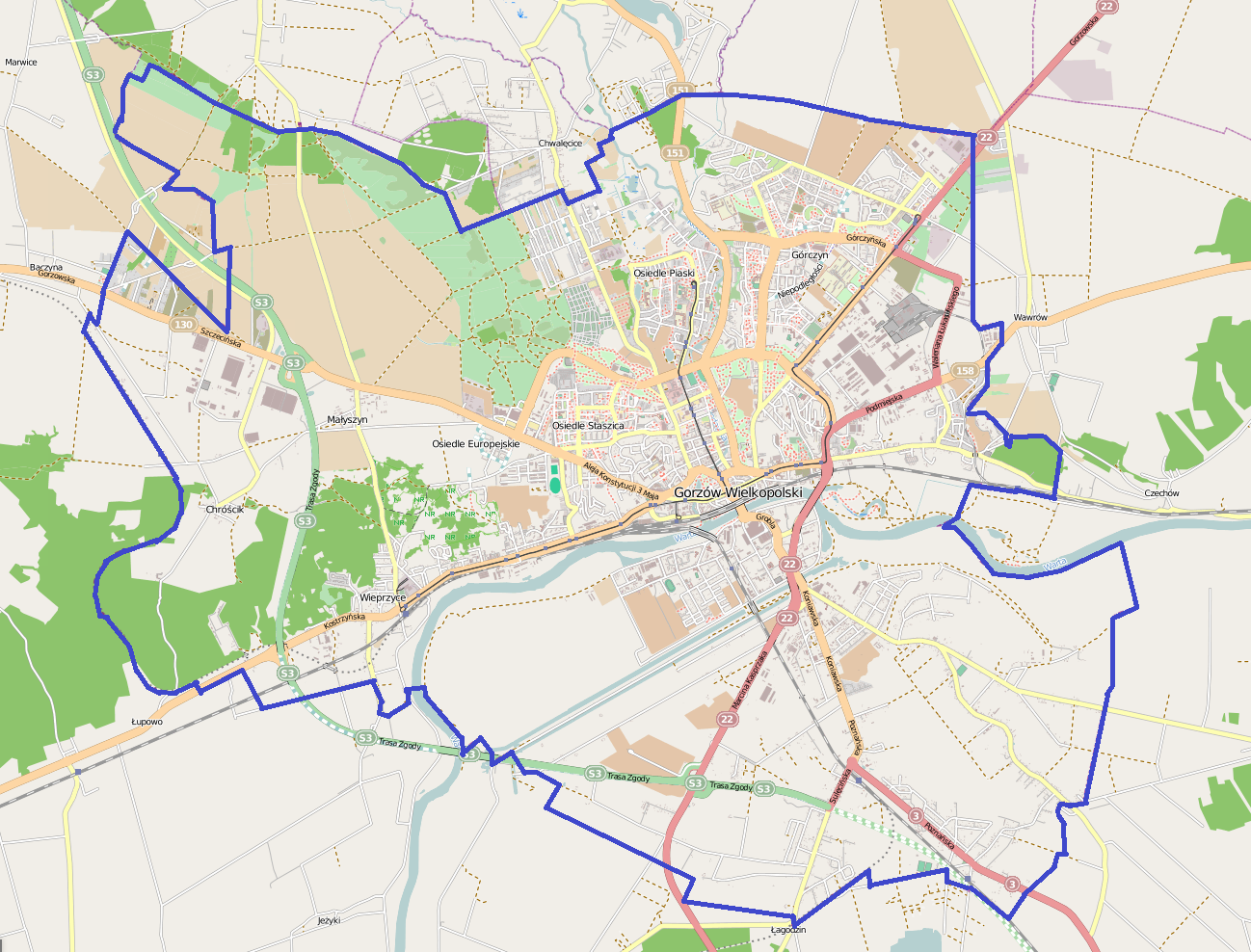
Gorzów Wielkopolski (mapa)
Gorzów Wielkopolski (mapa)
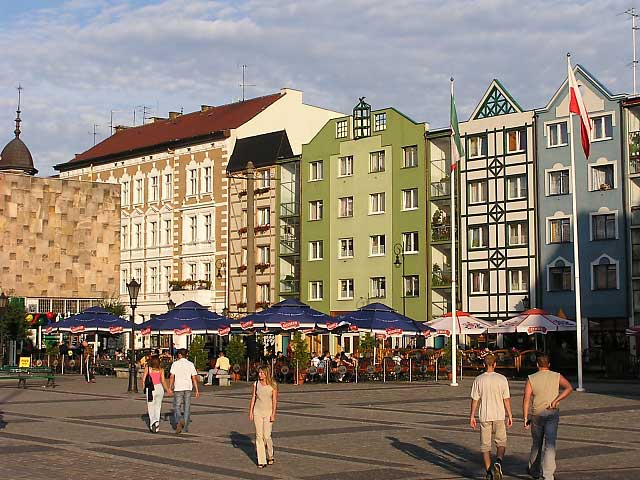
Centrum města (Gorzów Wielkopolski)
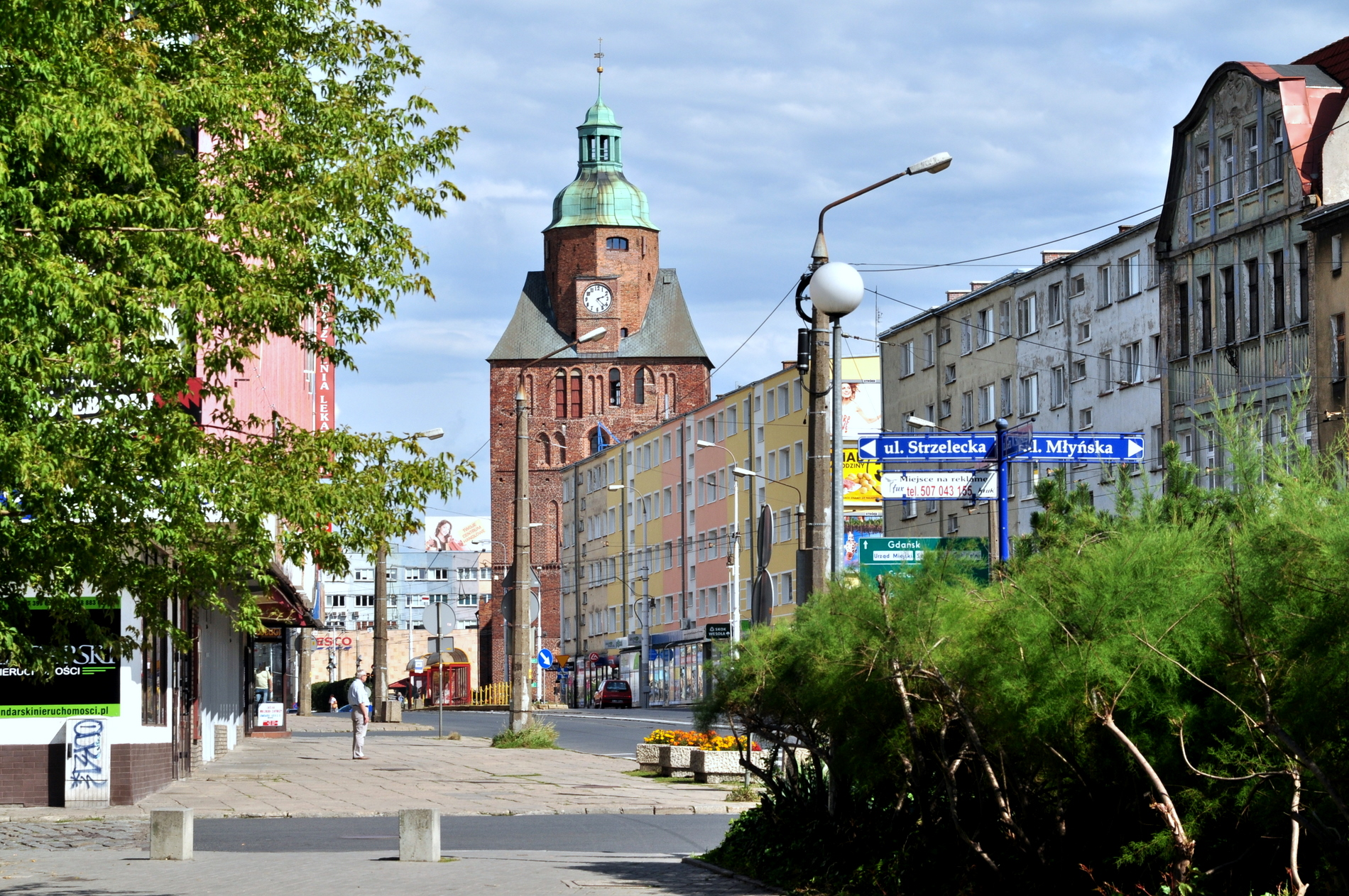
Ul. gen. Sikorskiego (Gorzów Wielkopolski)
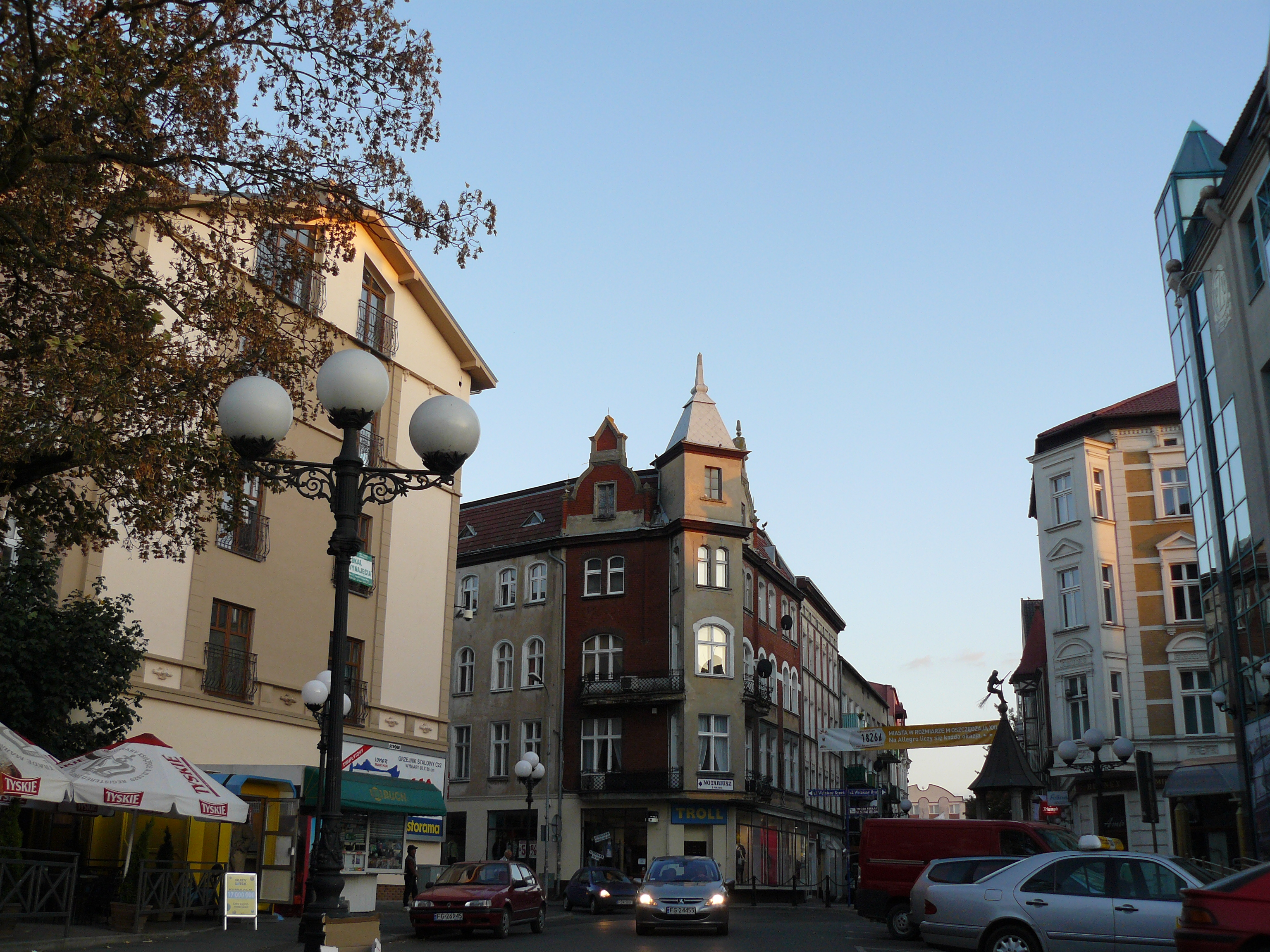
Ul. Hawelańska (Gorzów Wielkopolski)
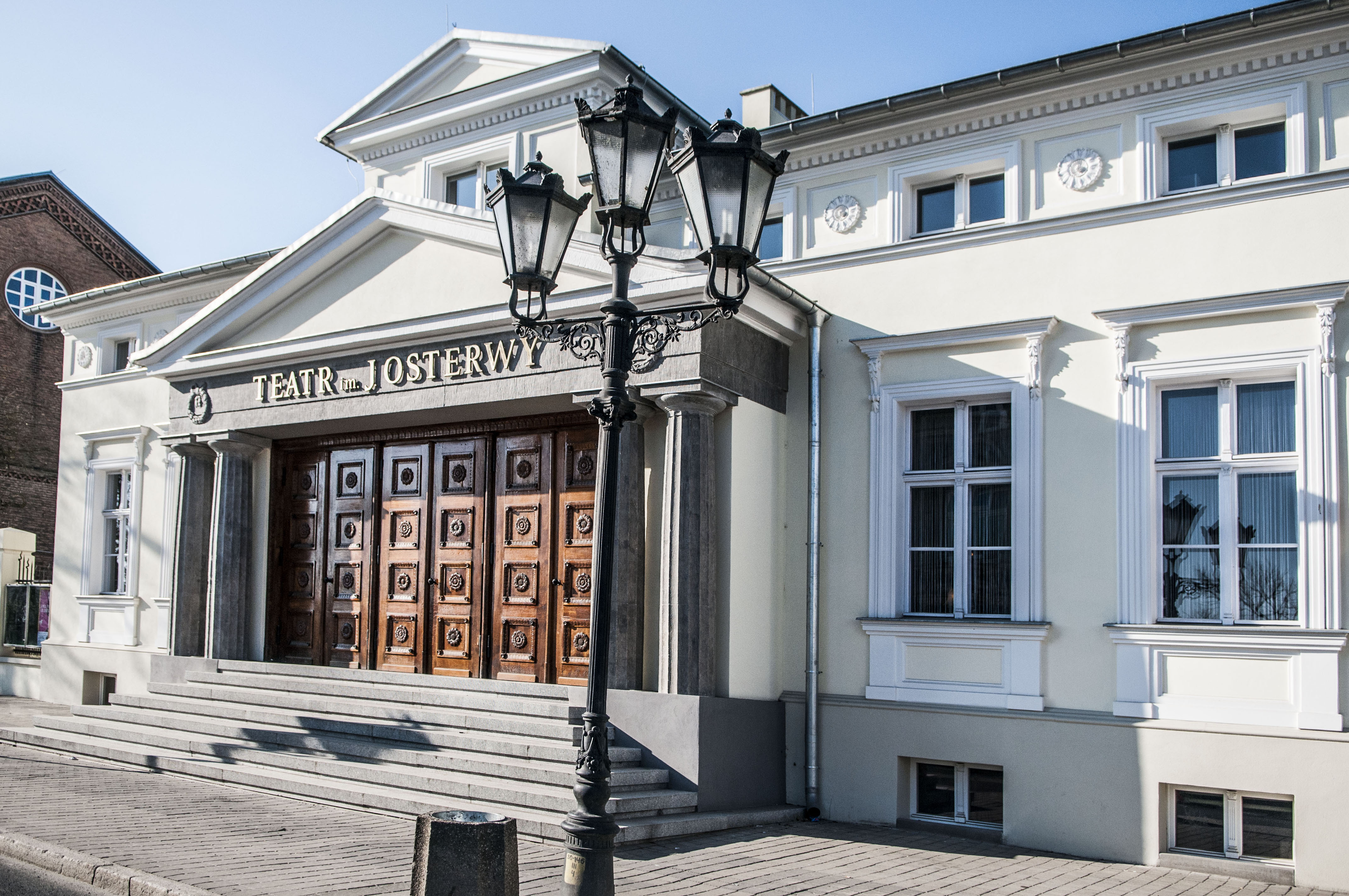
Teatr im. Juliusza Osterwy